# 비의료인의 침구술 등 의료행위 금지 사건
비의료인의 침구술 등 의료행위 금지 사건(2010.7.29. 2008헌가19, 2008헌바108, 2009헌마269·736, 2010헌바38, 2010헌마275(병합) [각하, 기각])은 대한민국 헌법재판소 판례이다.

## 판시사항
청구인들은 입법자가 비의료인도 침구술 및 대체의학 시술을 할 수 있도록 적극적으로 입법을 해야 하는데 이무런 조치도 추하지 않고 있는 것이 청구인들의 기본권을 침해한다고 주장한다.
헌법 제15조의 직업선택의 자유규정은 비의료인도 침구술 및 대체의학 시술을 업으로 행할 수 있도록 그 자격 및 요건에 관한 법률을 만들어야 할 명시적인 입법의무를 부여하지 않는다. 헌법 제36조 제3항의 보건권 규정도 비의료인도 침구술 및 대체의학 시술을 할 수 있도록 그 자격 및 요건에 관한 법률을 제정해야 할 명시적인 입법의무를 부여하지 않는다.
결국 비의료인의 침구술 및 대체의학 시술과 관련하여 헌법의 명시적인 입법위임도 존재하지 아니하고, 헌법해석상 그러한 입법의무가 새롭게 발생하는 것도 아니라고 할 것이므로, 비의료인도 침구술 및 대체의학 시술을 할 수 있도록 그 자격 및 요건을 법률로 정하지 아니한 입법부작위에 대한 심판청구는 부적법하므로 이를 각하한다.